# Nils Eklöf

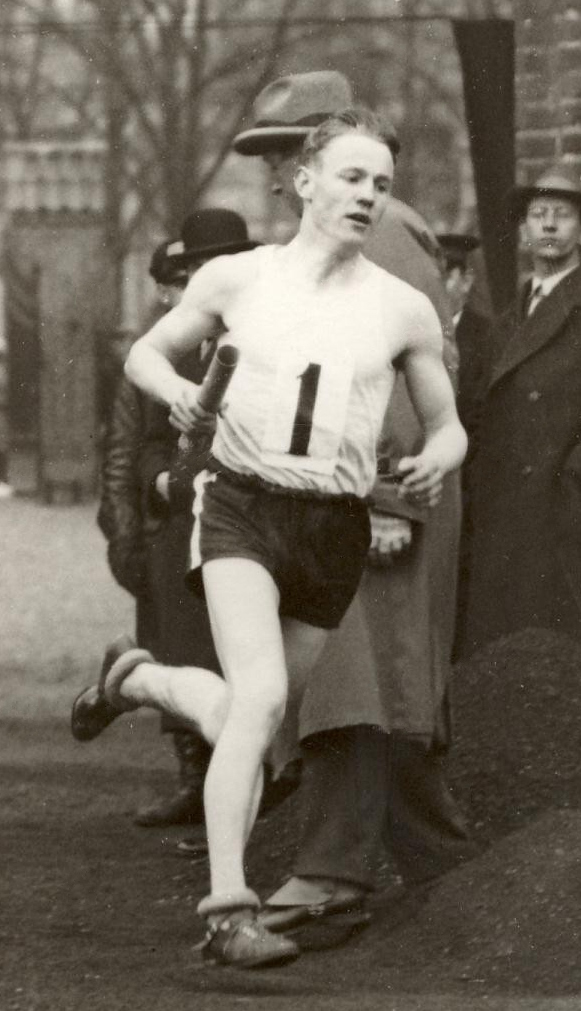
Nils Eklöf in den 1920ern

Nils Evert Eklöf (* 25. Juli 1904 in Stockholm; † 22. Dezember 1987 in Arboga) war ein schwedischer Langstrecken- und Hindernisläufer.
Bei den Olympischen Spielen 1928 in Amsterdam wurde Nils Eklöf Vierter über 3000 m Hindernis. Im Finale über 5000 m erreichte er nicht das Ziel.
1925 und 1927 wurde er Schwedischer Meister über 5000 m.

## Persönliche Bestzeiten
- 5000 m: 14:45,3 min, 6. August 1927, Norrköping
- 3000 m Hindernis: 9:38,0 min, 4. August 1928, Amsterdam